# Flaviac
Flaviac é uma comuna francesa na região administrativa de Auvérnia-Ródano-Alpes, no departamento de Ardèche. Estende-se por uma área de 12,98 km². Em 2010 a comuna tinha 1 246 habitantes (densidade: 96 hab./km²).